# Socialismo tascabile (Prove tecniche di trasmissione)
Socialismo tascabile (Prove tecniche di trasmissione) è il primo album del gruppo reggiano Offlaga Disco Pax uscito nel 2005 per la Santeria/Audioglobe.

## L'album
I testi delle canzoni sono recitati, non cantati, dalla voce e paroliere del gruppo Max Collini, ex militante del PCI classe 1967, con alcuni comizi alle spalle in gioventù. Per questa peculiarità sono stati superficialmente paragonati ai Massimo Volume, altro gruppo italiano dai testi recitati ma dalle caratteristiche molto diverse.
I testi ironici, malinconici, divertenti, sono recitati su basi musicali dalle sonorità new wave tipiche degli anni ottanta che si rifanno a quelle di gruppi come Depeche Mode, New Order, Kraftwerk o dei CCCP - Fedeli alla linea/C.S.I./P.G.R. di Giovanni Lindo Ferretti.
I temi trattati sono quasi tutte storie vere di amore, invidia, rassegnazione, malinconia, nostalgia verso un passato che non c'è più.
L'album è presente nella classifica dei 100 dischi italiani più belli di sempre secondo Rolling Stone Italia alla posizione numero 23.

## Il titolo
Il titolo dell'album è stato "rubato" ad Arturo Bertoldi, scrittore reggiano amico di Collini.
Di seguito alcune dichiarazioni di Collini a tal proposito:
(Max Collini)
(Max Collini)
(Max Collini)

## I brani
1. Kappler
Pezzo autobiografico in due accordi ambientato nel 1986, anno in cui Collini consegue la maturità. La storia riguarda il suo docente di agraria, soprannominato Kappler per il suo abito e il suo stile, che fa tornare alla mente il professor Malipiero di gaberiana memoria.
2. Enver
È il brano dal testo considerato più "ermetico" dell'album. Il titolo, che si riferisce ad Enver Hoxha, dittatore dell'Albania, deriva in realtà da una citazione all'interno del testo della canzone Un'emozione da poco di Anna Oxa (il cui vero nome è appunto Anna Hoxha). È uno dei due pezzi del disco incisi con una batteria vera, suonata da Francesco Donadello degli amici Giardini di Mirò.
3. Khmer rossa
1986: arriva Ylenia, quattordicenne che "si era data all'idea, un po' estemporanea, di cambiare il mondo". Il parlato di Collini si sovrappone ad un tipico tempo di valzer in tre quarti per sintetizzatore e batteria elettronica e alla traduzione in lingua rumena del testo.
4. Cinnamon
La nostalgia per le chewing gum alla cannella. TeleCapodistria e il riflusso. Possono i chewing gum raccontare i cambiamenti della società? Lo spiega questo brano, una sorta di cover, in quanto il testo non è di Collini, ma è tratto dal racconto “Il Piccolo Consumatore” dello scrittore reggiano Arturo Bertoldi, che militava con Collini nel PCI. Il giro di basso è una palese citazione di Allarme dei CCCP Fedeli alla linea, pezzo dell'album Affinità-divergenze (1986). Nel brano vengono menzionate le gomme danesi Stimorol.
5. Tono metallico standard
Quinta traccia, caratterizzata da sonorità industrial, sul tema "alternativi dei miei coglioni", espressione ormai diventata gergale tra gli appassionati di indie rock italiano. Al termine del brano, gli Offlaga giungono perfino ad autocensurarsi quando, parlando di un video musicale coprono il nome del gruppo con un "beep". Il gruppo in questione è quello dei Julie's Haircut, del quale comunque Collini parla in termini elogiativi, confessando di essere stato decisamente "cattivo" nel citarli. Citazione per Mark Lanegan e i Dead Kennedys. La base con la quale inizia la canzone è la stessa della cover di "When The Music's Over", dei Doors, contenuta nell'Ep "Dressed to Kill" (1981), dei Gaznevada.
(Max Collini)
(Max Collini)
6. Tatranky
Ovvero Pacchetti tipo Loacker, ma molto più buoni. I Tatranky, un tempo fiore all'occhiello dell'industria dolciaria cecoslovacca, e allora prodotto di proprietà della Danone, ora Kraft, vengono eretti a simbolo dei cambiamenti avvenuti nell'Europa dell'est dopo la caduta dell'Unione Sovietica nel 1991. La rapsodia boema degli Offlaga è un epico pezzo di otto minuti, una sorta di Emilia paranoica degli anni 2000, dedicato alla Praga dei giorni nostri dove al Lucerna, celebre locale cittadino dove un tempo suonarono i Kraftwerk, oggi si balla al ritmo di Samantha Fox, i Modern Talking, Nik Kershaw e... Al Bano e Romina. La differenza, a volte astratta, tra un regime imposto con i carri armati ed uno imposto più sottilmente col dollaro, il marco, l'euro. Nella musica, la new wave si fonde con sonorità tipiche del luogo, e la frase finale "Ci hanno davvero preso tutto!" è seguita da un assolo malinconico di tastiera. La linea di drum machine che apre il brano e che funge da sottofondo è campionata dal brano "Saturday" degli Yo La Tengo.
7. Robespierre
"Ho fatto l'esame di seconda elementare nel 1975", afferma Collini all'inizio del pezzo, il cui video ha fatto incetta di premi a livello di musica indipendente. Un pezzo quasi dance condito di piccoli ricordi di infanzia con la nostalgia per quel piccolo mondo antico fogazzaro: i Sandinisti, Space Invaders, Anna Oxa a Sanremo o il Toblerone, riferimento a Cioccolato IACP, pezzo del gruppo che verrà inserito nel secondo album, Bachelite. Un pensiero finale anche all'identità culturale di sinistra nella Reggio Emilia del dopoguerra attraverso una rassegna della toponomastica locale.
8. Piccola Pietroburgo
La piccola Pietroburgo è Cavriago, il paese natale di Orietta Berti, dove Lenin è ancor oggi il sindaco onorario. Quest'ultima affermazione è relativa ad una erronea convinzione di molti: in realtà non esistono al comune di Cavriago documenti ufficiali che confermano questa tesi. E poi la descrizione del paese, il suo circolo culturale, la sua piazza Lenin con la statua che ha pure lacrimato. 
9. De Fonseca
L'ultimo pezzo del disco racconta l'amara conclusione di una storia d'amore la cui immagine diventa una ciabatta di spugna. Al termine del brano alcuni minuti di silenzio anticipano una mini ghost track finale.

## Tracce
Tutti i brani sono di Collini/Fontanelli, eccetto dove indicato diversamente.
1. Kappler – 5:20
2. Enver – 5:00
3. Khmer rossa – 5:32
4. Cinnamon – 4:24
5. Tono metallico standard – 5:00
6. Tatranky – 8:12
7. Robespierre – 3:25
8. Piccola Pietroburgo – 6:00
9. De Fonseca – 25:15

## Formazione
- Enrico Fontanelli – basso, tastiere
- Daniele Carretti – chitarra, basso
- Max Collini – voce, testi

### Altri musicisti
- Francesco "Burro" Donadello – batteria in Enver e Cinnamon
- Daniela "Comaneci" Roman – voce femminile in Khmer Rossa